# Idols 4
Idols 4 was het vierde seizoen van de talentenjacht Idols op RTL 4. Het televisieprogramma werd gepresenteerd door Wendy van Dijk en Martijn Krabbé.
Op 20 oktober 2007 begon het vierde seizoen van Idols met de audities. Deze werden bekeken door de jury met daarin Eric van Tijn en Jerney Kaagman. Aan deze jury werden John Ewbank en Gordon toegevoegd, nadat Henkjan Smits overgestapt is naar de televisiezender SBS6.
Tijdens de finale op 1 maart 2008 zagen 2,6 miljoen kijkers dat Nikki Kerkhof het won van medefinaliste Nathalie Makoma met 62% van de stemmen.

## Audities
Seizoen 4 begon met een recordaantal aanmeldingen, dat uitkwam op zeker 20842 mensen. De audities waren verdeeld over vijf steden: Eindhoven, Zwolle, Amersfoort, Dordrecht en Amsterdam.

## Theaterrondes
Na de audities bleven 114 mensen over die door waren naar de Theaterronde in TheaterHotel De Oranjerie in Roermond. 114 begonnen met de zogeheten 'Chorusline', waarin ze samen met een aantal andere een bepaald lied op het podium moeten zingen. Bij de Chorusline vielen 54 mensen af en bleven 60 mensen over in de tweede theaterronde, de trio's. De liedjes en groepjes werden op de eerste dag van de theaterronde bekendgemaakt. 30 bleven over voor de laatste dag in Roermond. Een zelfgekozen solo moesten de kandidaten voorbereiden om te zingen voor de jury. Hiervan gingen 18 door naar Idols 4Live.

## Finalisten

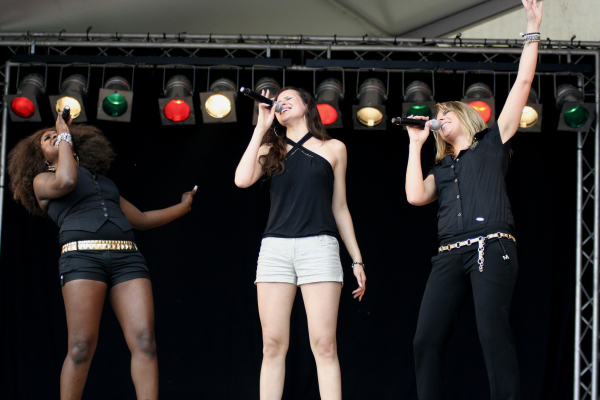
Nathalie Makoma, Charlene Meulenberg en Nikki Kerkhof tijdens Vlaggetjesdag 2008

Na de auditierondes en de drie theaterrondes zijn er nog achttien kandidaten over. Het publiek koos uit die achttien, tijdens een eerste liveshow, de tien finalisten van Idols. De jury voegde daar nog Asnat Ferdinandus en Mirjam de Jager aan toe, die niet genoeg stemmen hadden gekregen van het publiek.
| Naam                | Leeftijd | Woonplaats     | Opmerkingen              |
| ------------------- | -------- | -------------- | ------------------------ |
| Nikki Kerkhof       | 24       | Sint-Oedenrode | Winnaar Idols 2008       |
| Nathalie Makoma     | 25       | Rotterdam      | Tweede plaats Idols 2008 |
| Charlene Meulenberg | 19       | Utrecht        | Exit in liveshow 10      |
| Nigel Brown         | 23       | Amersfoort     | Exit in liveshow 9       |
| Neil Hendriks       | 17       | Groningen      | Exit in liveshow 8       |
| Pauline Zurlohe     | 35       | Arnhem         | Exit in liveshow 7       |
| Tiffany Maes        | 20       | Westervoort    | Exit in liveshow 6       |
| Bas van Ryckevorsel | 19       | Breda          | Exit in liveshow 5       |
| Mirjam de Jager     | 17       | Veldhoven      | Exit in liveshow 4       |
| Asnat Ferdinandus   | 26       | Appingedam     | Exit in liveshow 3       |
| Ollie Du Croix      | 22       | Venlo          | Exit in liveshow 2       |
| Sandy Goeree        | 28       | Groningen      | Exit in liveshow 1       |

### Eliminatievolgorde
| Volgorde | Pre-show | Show 1   | Show 2   | Show 3   | Show 4   | Show 5   | Show 6   | Show 7   | Show 8   | Show 9   | Show 10  | Show 11  |
| -------- | -------- | -------- | -------- | -------- | -------- | -------- | -------- | -------- | -------- | -------- | -------- | -------- |
| 1        | Nikki    | Ollie    | Charlene | Pauline  | Charlene | Nathalie | Nikki    | Nathalie | Nikki    | Nikki    | Nikki    | Nikki    |
| 2        | Nigel    | Charlene | Nikki    | Nathalie | Nigel    | Nikki    | Pauline  | Nigel    | Charlene | Nathalie | Nathalie | Nathalie |
| 3        | Nathalie | Mirjam   | Tiffany  | Nikki    | Nathalie | Pauline  | Nathalie | Nikki    | Nigel    | Charlene | Charlene |          |
| 4        | Charlene | Asnat    | Pauline  | Charlene | Neil     | Charlene | Charlene | Neil     | Nathalie | Nigel    |          |          |
| 5        | Bas      | Neil     | Nathalie | Neil     | Pauline  | Nigel    | Neil     | Charlene | Neil     |          |          |          |
| 6        | Sandy    | Nigel    | Asnat    | Tiffany  | Nikki    | Neil     | Nigel    | Pauline  |          |          |          |          |
| 7        | Ollie    | Nikki    | Neil     | Mirjam   | Bas      | Tiffany  | Tiffany  |          |          |          |          |          |
| 8        | Tiffany  | Nathalie | Bas      | Nigel    | Tiffany  | Bas      |          |          |          |          |          |          |
| 9        | Neil     | Tiffany  | Nigel    | Bas      | Mirjam   |          |          |          |          |          |          |          |
| 10       | Pauline  | Pauline  | Mirjam   | Asnat    |          |          |          |          |          |          |          |          |
| 11       | Asnat    | Bas      | Ollie    |          |          |          |          |          |          |          |          |          |
| 12       | Mirjam   | Sandy    |          |          |          |          |          |          |          |          |          |          |

 De kandidaat werd gekozen door de jury
 De kandidaat zat op de kruk
 Afvaller
 Winnaar
 Tweede plaats

### Thema's liveshows
- Pre- liveshow (15 december 2007): Idols4live: Becoming a finalist
- Liveshow 1 (22 december 2007): Las Vegas
- Liveshow 2 (29 december 2007): Jaren tachtig
- Liveshow 3 (5 januari 2008): Nederlands product
- Liveshow 4 (12 januari 2008): Disco
- Liveshow 5 (19 januari 2008): Musical
- Liveshow 6 (26 januari 2008): Britse (Pop)muziek
- Liveshow 7 (2 februari 2008): Nederlandstalig
- Liveshow 8 (9 februari 2008): Liefde
- Liveshow 9 (16 februari 2008): Bigband
- Liveshow 10 (23 februari 2008): De hits van Radio 538
- Liveshow 11 (1 maart 2008): Duet, Eigen single, Eerder gezongen single, Duet met Trijntje Oosterhuis, Single met eigen band/koor